# Xã Green, Quận Madison, Indiana
Xã Green (tiếng Anh: Green Township) là một xã thuộc quận Madison, tiểu bang Indiana, Hoa Kỳ. Năm 2010, dân số của xã này là 7.537 người.